# Llista de Béns Culturals d'Interès Nacional del Vallès Occidental
Llista de Béns Culturals d'Interès Nacional del Vallès Occidental inscrits en el Registre de Béns Culturals d'Interès Nacional (BCIN) del Departament de Cultura de la Generalitat de Catalunya per a la comarca del Vallès Occidental. Inclou els béns immobles més rellevants del patrimoni cultural que tenen la categoria de protecció de major rang com a unitat singular, conjunt, espai o zona amb valors culturals, històrics o tècnics.
L'any 2017, el Vallès Occidental comptava amb 46 béns culturals d'interès nacional classificats en 43 monuments històrics, 1 conjunt històric i 2 zones arqueològiques. A continuació es mostren les últimes dades disponibles ordenades per municipis.

## Patrimoni arquitectònic
| Monument                                                                    | Protecció       | Estil/època                                                                             | Localització                                                                         | Coordenades                                          | Codi?         | Imatge |
| --------------------------------------------------------------------------- | --------------- | --------------------------------------------------------------------------------------- | ------------------------------------------------------------------------------------ | ---------------------------------------------------- | ------------- | --- |
| Torre d'en Feu                                                              | BCIN 4658-MH    | Historicisme i eclecticisme Medieval, Moderna i Contemporània (segles XII, XVIII i XIX) | Sabadell Carrer de Colòmbia 21                                                       | 41° 32′ N, 2° 05′ E / 41.54°N,2.09°E                 | -             | Vegeu més fotos d'aquest monument · Carregueu una nova foto d'aquest monument                                                                               |
| Castell de Barberà                                                          | BCIN 511-MH     | Medieval, XVII, XVIII, XIX-XX                                                           | Barberà del Vallès Av. del Castell de Barberà, 39-47                                 | 41° 31′ 15″ N, 2° 08′ 39″ E / 41.520702°N,2.144289°E | RI-51-0005198 | Castell de Barberà (Barberà del Vallès) · Vegeu més fotos d'aquest monument · Carregueu una nova foto d'aquest monument                                     |
| Església de Santa Maria de Barberà, La Romànica                             | BCIN 906-MH-EN  | Romànic XI-XII                                                                          | Barberà del Vallès Ronda de Santa Maria                                              | 41° 31′ 37″ N, 2° 07′ 36″ E / 41.526830°N,2.126757°E | RI-51-0010160 | Església de Santa Maria (Barberà del Vallès) · Vegeu més fotos d'aquest monument · Carregueu una nova foto d'aquest monument                                |
| Castell de Castellar o Castell de Clasquerí                                 | BCIN 630-MH     | Gòtic, historicisme XIV, XIX-XX                                                         | Castellar del Vallès Accés des de la ctra. de Terrassa                               | 41° 36′ 21″ N, 2° 04′ 29″ E / 41.605793°N,2.074618°E | RI-51-0005242 | Castell de Castellar (Castellar del Vallès) · Vegeu més fotos d'aquest monument · Carregueu una nova foto d'aquest monument                                 |
| Puig de la Creu                                                             | BCIN 631-MH     | Obra popular XVI-XVII                                                                   | Castellar del Vallès                                                                 | 41° 37′ 46″ N, 2° 06′ 04″ E / 41.629458°N,2.101135°E | RI-51-0005243 | Puig de la Creu (Castellar del Vallès) · Vegeu més fotos d'aquest monument · Carregueu una nova foto d'aquest monument                                      |
| Castell de Ribatallada                                                      | BCIN 1335-MH    | Obra popular XII, XVI-XIX                                                               | Sabadell                                                                             | 41° 35′ 14″ N, 2° 03′ 57″ E / 41.587131°N,2.065767°E | RI-51-0005623 | Castell de Ribatallada (Castellar del Vallès) · Vegeu més fotos d'aquest monument · Carregueu una nova foto d'aquest monument                               |
| Arc romà d'accés al pont                                                    | BCIN 89-MH      | Romà                                                                                    | Castellbisbal                                                                        | 41° 28′ 30″ N, 1° 56′ 18″ E / 41.475006°N,1.938318°E | RI-51-0000310 | Arc romà d'accés al pont (Castellbisbal) · Vegeu més fotos d'aquest monument · Carregueu una nova foto d'aquest monument                                    |
| Castell de Castellbisbal                                                    | BCIN 634-MH     | Medieval                                                                                | Castellbisbal                                                                        | 41° 28′ 26″ N, 1° 58′ 25″ E / 41.473891°N,1.973706°E | RI-51-0005245 | Castell de Castellbisbal (Castellbisbal) · Vegeu més fotos d'aquest monument · Carregueu una nova foto d'aquest monument                                    |
| El Telègraf, o Torre Fossada                                                | BCIN 1028-MH    | XIX                                                                                     | Castellbisbal Turó del Telègraf, accés des de la urbanització Costablanca            | 41° 28′ 28″ N, 1° 56′ 30″ E / 41.474454°N,1.941775°E | RI-51-0005529 | El Telègraf (Castellbisbal) · Vegeu més fotos d'aquest monument · Carregueu una nova foto d'aquest monument                                                 |
| Castell de Sant Marçal                                                      | BCIN 679-MH     | XV-XVI, XIX                                                                             | Cerdanyola del Vallès Prop del camí Can Planas                                       | 41° 29′ 31″ N, 2° 06′ 50″ E / 41.492044°N,2.113958°E | RI-51-0005460 | Castell de Sant Marçal (Cerdanyola del Vallès) · Vegeu més fotos d'aquest monument · Carregueu una nova foto d'aquest monument                              |
| Castell de Gallifa, o Santuari ecològic                                     | BCIN 876-MH     | Obra popular, romànic Medieval                                                          | Gallifa Trencall a la ctra. de Sant Llorenç                                          | 41° 41′ 17″ N, 2° 06′ 40″ E / 41.688090°N,2.111173°E | RI-51-0005482 | Castell de Gallifa · Vegeu més fotos d'aquest monument · Carregueu una nova foto d'aquest monument                                                          |
| Monestir de Sant Llorenç del Munt                                           | BCIN 158-MH     | Romànic XI                                                                              | Matadepera Cim de la Mola, accés des de Can Pobla                                    | 41° 38′ 28″ N, 2° 01′ 05″ E / 41.641217°N,2.018050°E | RI-51-0000445 | Monestir de Sant Llorenç del Munt (Matadepera) · Vegeu més fotos d'aquest monument · Carregueu una nova foto d'aquest monument                              |
| Antic Castell de Montcada                                                   | BCIN 1077-MH    | Romànic XI                                                                              | Montcada i Reixac Enderrocat el 1917                                                 | 41° 28′ 38″ N, 2° 10′ 36″ E / 41.477226°N,2.176612°E | RI-51-0005547 | Castell de Montcada (Montcada i Reixac) · Vegeu més fotos d'aquest monument · Carregueu una nova foto d'aquest monument                                     |
| Castell de Plegamans                                                        | BCIN 1177-MH    | Romànic, gòtic XI-XII, XIV-XV                                                           | Palau-solità i Plegamans Camí de la Serra - c. del Castell                           | 41° 35′ 01″ N, 2° 10′ 57″ E / 41.583535°N,2.182534°E | RI-51-0005582 | Castell de Plegamans (Palau-solità i Plegamans) · Vegeu més fotos d'aquest monument · Carregueu una nova foto d'aquest monument                             |
| Capella Santa Magdalena o Comanda de Palau                                  | BCIN 1178-MH    | Romànic XII                                                                             | Palau-solità i Plegamans Camí de Santa Magdalena                                     | 41° 34′ 33″ N, 2° 10′ 23″ E / 41.575700°N,2.172935°E | RI-51-0005583 | Capella Santa Magdalena (Palau-solità i Plegamans) · Vegeu més fotos d'aquest monument · Carregueu una nova foto d'aquest monument                          |
| Escut del llinatge Falguera, o Folguera, a Can Falguera                     | BCIN 3907-MH    | Obra popular XVII-XIX                                                                   | Palau-solità i Plegamans Urb. Can Falguera                                           | 41° 35′ 47″ N, 2° 11′ 23″ E / 41.596268°N,2.189702°E | RI-51-0012058 | Vegeu més fotos d'aquest monument · Carregueu una nova foto d'aquest monument                                                                               |
| Escut de la família Plegamans a Ca l'Abundàncies                            | BCIN 3908-MH    | Gòtic XIV                                                                               | Palau-solità i Plegamans Camí Reial, cantonada amb el passeig. de la Carrerada       | 41° 35′ 11″ N, 2° 10′ 45″ E / 41.586501°N,2.179087°E | RI-51-0012059 | Escut de la família Plegamans a Ca l'Abundàncies (Palau-solità i Plegamans) · Vegeu més fotos d'aquest monument · Carregueu una nova foto d'aquest monument |
| Castell de Rubí                                                             | BCIN 1329-MH    | XIII-XV                                                                                 | Rubí C. del Castell, 33                                                              | 41° 29′ 40″ N, 2° 01′ 36″ E / 41.494511°N,2.026531°E | RI-51-0005619 | Castell de Rubí · Vegeu més fotos d'aquest monument · Carregueu una nova foto d'aquest monument                                                             |
| Casa Duran                                                                  | BCIN 177-MH     | Obra popular 1578/1606                                                                  | Sabadell C. Pedregar, 7                                                              | 41° 32′ 49″ N, 2° 06′ 35″ E / 41.546893°N,2.109653°E | RI-51-0001261 | Casa Duran (Sabadell) · Vegeu més fotos d'aquest monument · Carregueu una nova foto d'aquest monument                                                       |
| Castellarnau o Torre de Berardo                                             | BCIN 1336-MH    | Gòtic, obra popular XVI, XIII-XIV, XVII                                                 | Sabadell Pl. Mares de Maig, 3                                                        | 41° 33′ 33″ N, 2° 04′ 22″ E / 41.559284°N,2.072835°E | RI-51-0005624 | Castellarnau (Sabadell) · Vegeu més fotos d'aquest monument · Carregueu una nova foto d'aquest monument                                                     |
| Molí d'en Mornau                                                            | BCIN 4094-MH-EN | Obra popular XVI                                                                        | Sabadell Prop ctra. Prats de Lluçanès                                                | 41° 34′ 35″ N, 2° 05′ 30″ E / 41.576439°N,2.091616°E | RI-51-0012344 | Molí Mornau (Sabadell) · Vegeu més fotos d'aquest monument · Carregueu una nova foto d'aquest monument                                                      |
| Casal Antoni Casanovas, Museu d'Història de Sabadell                        | BCIN 4171-MH    | Neoclassicisme Josep Antoni Obradors 1859                                               | Sabadell C. Sant Antoni, 13                                                          | 41° 32′ 53″ N, 2° 06′ 28″ E / 41.5481°N,2.1078°E     | RI-51-0001327 | Casal Antoni Casanovas (Sabadell) · Vegeu més fotos d'aquest monument · Carregueu una nova foto d'aquest monument                                           |
| Monestir de Sant Cugat                                                      | BCIN 187-MH     | Romànic, gòtic XII-XIV, XVI                                                             | Sant Cugat del Vallès Pl. Octavià                                                    | 41° 28′ 26″ N, 2° 05′ 07″ E / 41.473825°N,2.085336°E | RI-51-0000433 | Monestir de Sant Cugat (Sant Cugat del Vallès) · Vegeu més fotos d'aquest monument · Carregueu una nova foto d'aquest monument                              |
| Pont de Can Vernet                                                          | BCIN 188-MH     | XIV                                                                                     | Sant Cugat del Vallès C. de la Mina, 92                                              | 41° 28′ 42″ N, 2° 04′ 36″ E / 41.478333°N,2.076667°E | RI-51-0004354 | Pont de Can Vernet (Sant Cugat del Vallès) · Vegeu més fotos d'aquest monument · Carregueu una nova foto d'aquest monument                                  |
| Castell de Canals                                                           | BCIN 1446-MH    | Romànic XII                                                                             | Sant Cugat del Vallès Valldoreix                                                     | 41° 27′ 32″ N, 2° 02′ 24″ E / 41.459003°N,2.039900°E | RI-51-0005635 | Castell de Canals (Sant Cugat del Vallès) · Vegeu més fotos d'aquest monument · Carregueu una nova foto d'aquest monument                                   |
| Creu de terme de Sant Cugat, Creu del camí dels Monjos, Creu de pedra       | BCIN 4539-MH    | Gòtic XVI                                                                               | Sant Cugat del Vallès Monestir de Sant Cugat                                         | 41° 28′ 24″ N, 2° 05′ 06″ E / 41.47339°N,2.08490°E   | IPA-51053     | Creu de terme de Sant Cugat (Sant Cugat del Vallès) · Vegeu més fotos d'aquest monument · Carregueu una nova foto d'aquest monument                         |
| Castell de Pera o Castell sa Pera                                           | BCIN 1494-MH    | Romànic X-XI, XIII-XIV                                                                  | Sant Llorenç Savall Accés des de la Vall d'Horta                                     | 41° 41′ 26″ N, 2° 01′ 43″ E / 41.690459°N,2.028741°E | RI-51-0005646 | Castell de Pera (Sant Llorenç Savall) · Vegeu més fotos d'aquest monument · Carregueu una nova foto d'aquest monument                                       |
| Castell de la Roca o Torreta                                                | BCIN 1495-MH    | Romànic Medieval                                                                        | Sant Llorenç Savall En un turó a la dreta del camí de la Creu de Ricó                | 41° 40′ 08″ N, 2° 02′ 55″ E / 41.668970°N,2.048669°E | RI-51-0005647 | Castell de la Roca (Sant Llorenç Savall) · Vegeu més fotos d'aquest monument · Carregueu una nova foto d'aquest monument                                    |
| Castell de Rocamur                                                          | BCIN 1496-MH    | Romànic XI-XII                                                                          | Sant Llorenç Savall Turó de Rocamur, entre el Marquet de les Roques i la vall de Mur | 41° 40′ 07″ N, 2° 01′ 29″ E / 41.668555°N,2.024654°E | RI-51-0005648 | Castell de Rocamur (Sant Llorenç Savall) · Modifica el valor a Wikidata · Carregueu una nova foto d'aquest monument                                         |
| Casal de Vallverd                                                           | BCIN 1497-MH    | Romànic XI-XII                                                                          | Sant Llorenç Savall Turó damunt l'església de Sant Jaume de Vallverd                 | 41° 40′ 15″ N, 2° 04′ 55″ E / 41.670876°N,2.081885°E | RI-51-0005649 | Carregueu una nova foto d'aquest monument |
| Creu de terme de Sant Llorenç Savall                                        | BCIN 3980-MH    | Obra popular XVII-XVIII                                                                 | Sant Llorenç Savall Era del Có, al turó del Calvari                                  | 41° 40′ 38″ N, 2° 03′ 36″ E / 41.677319°N,2.060100°E | IPA-27957     | Carregueu una nova foto d'aquest monument |
| El Castell de Santiga                                                       | BCIN 1430-MH    | Obra popular XIV, XVII-XVIII                                                            | Santa Perpètua de Mogoda Pl. de Santiga, 6                                           | 41° 32′ 06″ N, 2° 09′ 07″ E / 41.535081°N,2.152033°E | RI-51-0005708 | El Castell de Santiga (Santa Perpètua de Mogoda) · Vegeu més fotos d'aquest monument · Carregueu una nova foto d'aquest monument                            |
| Castell de Sentmenat                                                        | BCIN 1555-MH    | Gòtic, romànic XIV-XVI, XVII-XVIII                                                      | Sentmenat                                                                            | 41° 37′ 01″ N, 2° 07′ 58″ E / 41.616830°N,2.132829°E | RI-51-0005710 | Castell de Sentmenat · Vegeu més fotos d'aquest monument · Carregueu una nova foto d'aquest monument                                                        |
| Castell de Guanta                                                           | BCIN 1556-MH    | Medieval                                                                                | Sentmenat Camí de Castella                                                           | 41° 38′ 13″ N, 2° 05′ 30″ E / 41.637074°N,2.091616°E | RI-51-0005711 | Carregueu una nova foto d'aquest monument |
| Castell cartoixa de Vallparadís                                             | BCIN 215-MH     | Gòtic XII-XIV                                                                           | Terrassa C. Salmerón, parc de Vallparadís                                            | 41° 33′ 53″ N, 2° 01′ 09″ E / 41.564648°N,2.019114°E | RI-51-0001146 | Castell cartoixa de Vallparadís (Terrassa) · Vegeu més fotos d'aquest monument · Carregueu una nova foto d'aquest monument                                  |
| Parc de Vallparadís                                                         | BCIN 216-CH     | Paleocristià/tardoromà, preromànic VII                                                  | Terrassa                                                                             | 41° 33′ 55″ N, 2° 01′ 07″ E / 41.565183°N,2.018534°E | RI-53-0000021 | Parc de Vallparadís (Terrassa) · Vegeu més fotos d'aquest monument · Carregueu una nova foto d'aquest monument                                              |
| Castell palau de Terrassa                                                   | BCIN 1622-MH    | XV-XVI                                                                                  | Terrassa Pl. de la Torre del Palau                                                   | 41° 33′ 44″ N, 2° 00′ 39″ E / 41.562349°N,2.010813°E | RI-51-0005739 | Castell palau de Terrassa · Vegeu més fotos d'aquest monument · Carregueu una nova foto d'aquest monument                                                   |
| Església de Sant Pere                                                       | BCIN 1973-MH    | Paleocristià/tardo-romà, preromànic VI, XIII                                            | Terrassa Pl. Mossèn Homs, conjunt de les esglésies de Sant Pere                      | 41° 34′ 02″ N, 2° 01′ 06″ E / 41.567101°N,2.018465°E | RI-51-0000429 | Església de Sant Pere (Terrassa) · Vegeu més fotos d'aquest monument · Carregueu una nova foto d'aquest monument                                            |
| Església de Santa Maria                                                     | BCIN 1974-MH    | Paleocristià/tardo-romà, romànic VI, XI, XII                                            | Terrassa Pl. Mossèn Homs, conjunt de les esglésies de Sant Pere                      | 41° 34′ 00″ N, 2° 01′ 08″ E / 41.566672°N,2.018772°E | RI-51-0000428 | Església de Santa Maria (Terrassa) · Vegeu més fotos d'aquest monument · Carregueu una nova foto d'aquest monument                                          |
| Església de Sant Miquel                                                     | BCIN 1975-MH    | Paleocristià/tardo-romà VI                                                              | Terrassa Pl. Mossèn Homs, conjunt de les esglésies de Sant Pere                      | 41° 34′ 01″ N, 2° 01′ 07″ E / 41.566887°N,2.018636°E | RI-51-0000427 | Església de Sant Miquel (Terrassa) · Vegeu més fotos d'aquest monument · Carregueu una nova foto d'aquest monument                                          |
| Vapor Aymerich, Amat i Jover, Museu de la Ciència i la Tècnica de Catalunya | BCIN 4407-MH-EN | Modernisme XX (1909)                                                                    | Terrassa Rambla d'Ègara, 270                                                         | 41° 33′ 54″ N, 2° 00′ 28″ E / 41.565135°N,2.007816°E | IPA-28214     | Vapor Aymerich, Amat i Jover (Terrassa) · Vegeu més fotos d'aquest monument · Carregueu una nova foto d'aquest monument                                     |
| Castell de Vacarisses                                                       | BCIN 1698-MH    | Medieval, XVI-XVII, XVIII                                                               | Vacarisses C. Major, 3                                                               | 41° 36′ 28″ N, 1° 55′ 05″ E / 41.607663°N,1.918045°E | RI-51-0005751 | Castell de Vacarisses (Vacarisses) · Vegeu més fotos d'aquest monument · Carregueu una nova foto d'aquest monument                                          |
| La Torrota                                                                  | BCIN 1699-MH    | XI-XII                                                                                  | Vacarisses                                                                           | 41° 36′ 36″ N, 1° 54′ 28″ E / 41.610035°N,1.907721°E | RI-51-0005752 | La Torrota (Vacarisses) · Vegeu més fotos d'aquest monument · Carregueu una nova foto d'aquest monument                                                     |
| Castell de Toudell                                                          | BCIN 1759-MH    | Medieval                                                                                | Viladecavalls Polígon Industrial Can Mir                                             | 41° 33′ 09″ N, 1° 58′ 12″ E / 41.552598°N,1.969882°E | RI-51-0005768 | Carregueu una nova foto d'aquest monument |

## Patrimoni arqueològic
| Monument    | Protecció    | Estil/època | Localització                                                                | Coordenades                                        | Codi?      | Imatge                                                                          |
| ----------- | ------------ | --- | --------------------------------------------------------------------------- | -------------------------------------------------- | ---------- | ------------------------------------------------------------------------------- |
| Ca n'Oliver | BCIN 4355-ZA | Lloc d'habitació amb estructures conservades, poblat. Assentament militar, muralla. Ferro-Ibèric Antic fins a Medieval Domini visigòtic (-550/715) | Cerdanyola del Vallès C. València, turó de Ca n'Oliver, barri de Montflorit | 41° 28′ 50″ N, 2° 08′ 06″ E / 41.48065°N,2.13501°E | IPAPC-3109 | Ca n'Oliver (Cerdanyola del Vallès) · Carregueu una nova foto d'aquest monument |